# Кутро
Кутро је насеље у Италији у округу Кротоне, региону Калабрија.
Према процени из 2011. у насељу је живело 7977 становника. Насеље се налази на надморској висини од 222 м.

## Становништво
| 1951.  | 1961.  | 1971.  | 1981.  | 1991.  | 2001.  | 2011.  |
| ------ | ------ | ------ | ------ | ------ | ------ | ------ |
| 10.080 | 12.370 | 14.806 | 15.546 | 11.431 | 10.829 | 10.065 |